# Orleans (Santa Catarina)
 For alternative betydninger, se Orleans (flertydig). (Se også artikler, som begynder med Orleans)
Orleans er en kommune i den sydlige delstat Santa Catarina, i Brasilien. Blandt indbyggerne kaldes kommunen orleanense.
28°21′32″S 49°17′27″V / 28.3589°S 49.2908°V